# تپه قلعه تخت سلیمان
تپه قلعه تخت سلیمان مربوط به دوران‌های تاریخی پس از اسلام است و در شهرستان مینودشت، بخش گالیکش، روستای تنگراه واقع شده و این اثر در تاریخ ۷ مرداد ۱۳۸۲ با شمارهٔ ثبت ۹۳۳۰ به‌عنوان یکی از آثار ملی ایران به ثبت رسیده است.